# Route territoriale en Corse
Les routes territoriales de Corse sont gérées par la collectivité territoriale de Corse.

## Jusqu'à l'automne 2014
Depuis 1993, les routes nationales de Corse sont devenues des routes territoriales dont la compétence fut transférée à la CTC (collectivité territoriale de Corse).
Il existe 8 routes nationales :
- Route nationale 193 (Ajaccio - Bastia)
- Route nationale 194 (nord d'Ajaccio)
- Route nationale 195 (ouest de Bastia, depuis 2012)
- Route nationale 196 (Ajaccio - Bonifacio)
- Route nationale 197 (Ponte-Leccia - Calvi)
- Route nationale 198 (Borgo - Bonifacio)
- Route nationale 200 (Corte - Aléria)
- Route nationale 2197 (Ponte-Leccia - Calvi par Belgodère, ancienne RN 197)

## À partir de l'automne 2014
Dans le cadre du schéma directeur des routes territoriales de Corse 2011-2021, 
les routes nationales seront reclassées en route territoriale avec une numérotation en RT.

Cartographie des RT Corse

Liste des routes territoriales à partir de l'automne 2014 :
- Route territoriale 10 : Route nationale 198 (Borgo - Bonifacio)
- Route territoriale 11 : Route nationale 193 (Borgo - Bastia)
- Route territoriale 12 : Route nationale 195 (ouest de Bastia)
- Route territoriale 20 : Route nationale 193 (Borgo - Ajaccio)
- Route territoriale 21 : Route nationale 193 (sud d'Ajaccio)
- Route territoriale 22 : Route nationale 194 (nord d'Ajaccio)
- Route territoriale 30 : Route nationale 197 (Ponte-Leccia - Calvi)
- Route territoriale 40 : Route nationale 196 (Ajaccio - Bonifacio)
- Route territoriale 50 : Route nationale 200 (Corte - Aléria)

De plus, les anciens tronçons ou les tronçons en attente de déclassement porteront un numéro à 3 chiffres :
- Route territoriale RT 101 : traverse de Porto-Vecchio
- Route territoriale RT 201 : traverse de Bocognano
- Route territoriale RT 202 : ancienne nationale qui traverse Corte (RN 2193)
- Route territoriale RT 203 : traverse de Bistuglio (Tralonca)
- Route territoriale RT 204 : traverse de Francardo (Omessa)
- Route territoriale RT 205 : traverse de Borgo
- Route territoriale RT 301 : Route nationale 2197 (Ponte-Leccia - Calvi par Belgodère)
- Route territoriale RT 401 : ancienne route autour de Ponte Vecchiu (Galéria)
- Route territoriale RT 402 : traverse de Propriano
- Route territoriale RT 501 : accès à la plage de Padulone (Aléria)